# Trichosalpingus quadrinotatus
Trichosalpingus quadrinotatus là một loài bọ cánh cứng trong họ Mycteridae. Loài này được Champion mô tả khoa học năm 1916.